# Ein Yabrud
Ein Yabrud (àrab: عين يبرود, ʿAyn Yabrūd) és una vila palestina en la governació de Ramal·lah i al-Bireh al centre de Cisjordània, situada 7 kilòmetres al nord-est de Ramal·lah, a uns 800 metres sobre el nivell del mar. Segons l'Oficina Central d'Estadístiques de Palestina (PCBS), tenia 3.838 habitants en 2016.

## Història
S'hi ha trobat terrissa dels períodes hel·lenístic, romà i romà d'Orient. També s'hi ha excavat una sepultura, amb tres arcosolis i amb monedes del regnat de Constantí el Gran. També s'hi ha trobar ceràmica de l'època omeia, croada-aiúbida i mameluc.
Yaqut va assenyalar sobre Ein Yabrud i Yabrud: «Un poble que s'estén al nord de Jerusalem, a la carretera de la Ciutat Santa a Nablus, entre aquest i Yabrud es trloba Kafar Natha. Posseeix horts i vinyes, olives i sumacs.»

### Època otomana
Ein Yabrud, com al resta de Palestina, va ser incorporada a l'Imperi Otomà en 1517, i en el cens de 1596, la vila fou registrada a la nàhiya d'al-Quds al liwà homònim, amb el nom d''Ayn Ibrud. La població era de 24 llars, totes musulmanes. Els vilatans van pagar una taxa impositiva fixa del 33,3% en diversos productes agrícoles, com ara blat, ordi, oliveres, vinyes, fruiters, cabres i/o ruscs, a més d'"ingressos ocasionals"; un total de 8.700 akçe.
En 1838, Edward Robinson va assenyalar Ein Yabrud "al cim d'un turó". També es va assenyalar com a poble musulmà, ubicat a la regió de Beni Murrah, al nord de Jerusalem.
En 1863 Victor Guérin va trobar que tenia 800 habitants i que nombroses cases eren construïdes amb antics materials. Socin va trobar a partir d'una llista oficial de pobles otomans del 1870 que el poble tenia 66 cases i una població de 282, tot i que el recompte de població només incloïa homes.
En 1882 el Survey of Western Palestine del Fons per a l'Exploració de Palestina va descriure 'Ain Yebrud com: «Una vila de grandària moderada a la part alta d'un turó, ben construïda, envoltada amb boscos d'olives, amb un pou d'aigua al nord-est.»
En 1896 la població d'Ain jabrud era estimada en 573 persones.

### Època del Mandat Britànic
En el cens de Palestina de 1922, organitzat per les autoritats del Mandat Britànic, la població era de 576 musulmans, incrementats en el cens de 1931 a 788 habitants, en 178 cases.
En 1945 Ein Yabrud tenia 930 musulmans, i una àrea total de terra de 11,488 dúnams. 3,151 dúnams per a plantacions i regadiu, 3,632 per a cereals, mentre 88 dúnams eren sòl edificat.

### Després de 1948
En la vespra de guerra araboisraeliana de 1948, i després dels acords d'armistici araboisraelians de 1949, Ein Yabrud fou ocupada pel regne haixemita de Jordània. Les autoritats jordanes confiscaren terres d'Ein Yabrud i Silwad per la construcció d'un camp militar abans de la Guerra dels Sis Dies. Després de la Guerra dels Sis Dies de 1967 va romandre sota l'ocupació israeliana.
Els edificis jordans van formar la base inicial de l'assentament israelià d'Ofra fundat en 1975. Els plans per a una major expansió d'Ofra en aquest terreny el 2011 van provocar reptes legals i disputes públiques. La terra pertanyent als residents del poble ha estat utilitzada per construir centenars d'estructures a l'establiment israelià d'Ofra.
Ein Yabrud és la llar del comandant militar de Hamàs Maher Udda.